# South Side
„South Side“ je píseň amerického hudebníka Mobyho. Vydána byla v květnu roku 1999 na jeho pátém albu Play. V prosinci 2000 vyšla jako osmý (zároveň předposlední) singl z této desky. V hitparádě Billboard Hot 100 se singl umístil na čtrnácté příčce. Píseň původně byla duetem Mobyho a zpěvačky Gwen Stefani, přičemž většinu textu zpívají oba dohromady. Moby však nakonec zpěvaččin hlas z výsledného mixu vystříhal. K písni byl rovněž natočen videoklip, jehož režisérem byl Joseph Kahn (v klipu vystupují jak Moby, tak i Gwen Stefani, a jako doprovod je zde použita verze, v níž zpívají oba). Klip byl oceněn jako Nejlepší mužský videoklip na MTV Video Music Awards.